# Соціальна проблема
Соціа́льна пробле́ма — («проблема» від грецького problema — перепона, завдання, складність) — незадоволені повністю чи частково потреби та інтереси територіальної громади або її окремих складових, що сформульовані в загальному вигляді як певна соціальна задача, що потребує вирішення. У спрощеному вигляді соціальна проблема може бути визначена як невідповідність того, що маємо, до того, що потрібно.